# (181902) 1999 RD215
1999 أر دي 215 (ويعرف أيضًا باسم (181902) 1999 أر دي 215 وفق تسمية الكوكب الصغير) (بالإنجليزية: 1999 RD215)‏ هو كويكب ضمن حزام الكويكبات؛ وترتيبه 181902 من حيث الاكتشاف.
اكتُشف هذا الجُرم الفلكي بواسطة جين لوو في 6 سبتمبر 1999.

## وصلات خارجية
- (181902) 1999 RD215 في قاعدة بيانات مختبر الدفع النفاث لأجرام النظام الشمسي الصغيرة

- الاكتشاف · مخطط المدار ·  العناصر المدارية · المعلمات المادية

- (181902) 1999 RD215 على موقع ويكي سكاي: DSS2, SDSS, GALEX, IRAS, Hydrogen α, X-Ray, Astrophoto, Sky Map, Articles and images